# حمزة يوسف
الشيخ حمزة يوسف هانسن (بالإنجليزية: Hamza Yusuf)‏ (مواليد 1 يناير 1960 باسم مارك هانسن في مدينة والا والا الأمريكية) داعية وباحث ومحاضر أمريكي في التاريخ في جامعة القرويين بفاس بالمغرب، مؤسس كلية الزيتونة في الولايات المتحدة الأمريكية ومحاضر فيها، ولها فروع في 6 مدن أمريكية. يعتبر أحد أكبر الدارسين والدعاة المسلمين في أمريكا والعالم الغربي بشكل عام وله نشاط ملحوظ وشعبية كبيرة في الولايات المتحدة الأمريكية باعتباره رمزاً يربط الإسلام بالغرب. ترجم العديد من المؤلفات الإسلامية إلى اللغة الإنجليزية.

## إسلامه ونشأته
نشأ في شمال كاليفورنيا لعائلة تنتمي للكنيسة اليونانية الأرثوذكسية. التحق بالجامعة قسم الفلسفة، وتعرض خلالها لبعض المعرفة عن الشرق والعالم والأفكار الإسلامية، ثم قابل بعض المسلمين من الأمريكيين السود الذين أثروا فيه فقرر البحث في الدين الإسلامي. وفي سن 18 عام 1977، اعتنق الإسلام في سانتا باربرا كاليفورنيا. وهو من عائلة مثقفة؛ فوالده أستاذ لمادة الإنسانيات وأمه خريجة جامعة بيركلي، أما جده فكان عمدة لإحدى مدن كاليفورنيا. تعلم الفقه لأربع سنوات في الإمارات العربية المتحدة، ودرس اللغة والشعر العربي في المغرب والجزائر وموريتانيا. وهو سني العقيدة وسطي النهج مالكي الفقه. عاد إلى أمريكا وحصل على البكالوريوس في التمريض من Imperial Valley College ودرجة علمية أخرى في الدراسات الدينية من جامعة سان هوزيه الحكومية.أسلم على يديه الكثير من الأمريكيين وسافر إلى كثير من بلاد العالم يدعو إلى الإسلام ويخاطب المسلمين وغير المسلمين ويشارك في كثير من المؤتمرات والحوارات العالمية.

### رحلته إلى المشرق
سافر ليمضي 10 سنوات يدرس الدين الإسلامي واللغة العربية في المملكة العربية السعودية والإمارات العربية المتحدة وغيرها من دول الشرق الأوسط، وبعد ذلك رحل إلى غرب أفريقيا ليدرس في موريتانيا والمغرب والجزائر لعدة سنوات وتتلمذ على يد مشايخ عدة من أبرزهم المرابط الحاج والعلامة عبد الله بن بيه.
هؤلاء هم القضاة العلماء الموريتانيين الشناقطة الذين تتلمذ عليهم عند قدومه إلى دولة الإمارات: الشيخ سيد أحمد الملقب الشيخ بيه بن السالك المسومي الموريتاني رحمه لله، الشيخ الشيباني محمد أحمد، الشيخ محمد عبد الله ولد الصديق الجكني , وخاصة الشيخ بيه بن السالك رئيس المحاكم الشرعية الذي يعتبر هو شيخه الحقيقي قبل توجهه إلى موريتانيا وطلب العلم في محظرة العلامة المرابط الحاج ولد فحفو وبعد قدومه إلى السعودية لازم الشيخ عبد الله بن بيه ونهل من علمه.

### عودته ونشاطه في أمريكا
وبعد عودته للولايات المتحدة الأمريكية عام 1996 أسس كلية الزيتونة في كاليفورنيا بهدف إحياء العلوم الإسلامية والحفاظ على طرق التدريس التقليدية. حصل على الإجازات والشهادات العلمية في عدة أفرع من العلوم الشرعية من العديد من كبار علماء العلوم الإسلامية من عدة بلدان ثم عاد إلى الولايات المتحدة الأمريكية وحصل على درجات في التمريض من كلية إمبريال فالي والدرسات الدينية من جامعة سان جوزيه· سافر إلى جميع أنحاء العالم محاضراً عن قضايا الإسلام وعن حقوق المرأة وعدة قضايا إسلامية معاصرة قام بترجمة عدة كتب من الكتب العربية والإسلامية والشعر وهو حالياً بصدد تأسيس معهد للدراسات الإسلامية في هايوود كاليفورنيا.
يتقن اللغة العربية كإتقانه للغته الإنجليزية الأم ويحفظ الكثير من الشعر وحكايات الأثر ويستطيع أن يخاطب الغرب بلغته التي يفهمها كما يخاطب العرب المسلمين بلغتهم التي يفهمونها، يسعى لتوصيل صورة الإسلام لمحو الصورة التقليدية عن المسلمين والعالم الإسلامي، كما له الكثير من العلاقات مع المسلمين الأمريكيين والأوروبيين في العالم الغربي. متزوج وله 5 أطفال ويعيش حالياً في شمال كاليفورنيا مع أسرته.

### الظهور الإعلامي
بكونه يعتبر رمزًا للربط بين الإسلام والغرب، ظهر باستضافة برنامج رحلة على مدى 3 أعوام متتالية على قناة إم بي سي السعودية. وهو كذلك صاحب فكرة برنامج يلا شباب الذي يقدم على قناة إم بي سي مع الداعية السعودي أحمد الشقيري. و كذلك الدروس الحسنية الرمضانية في المملكة المغربية

## وصلات خارجية
- الموقع الرسمي